# Cerrito de la Victoria

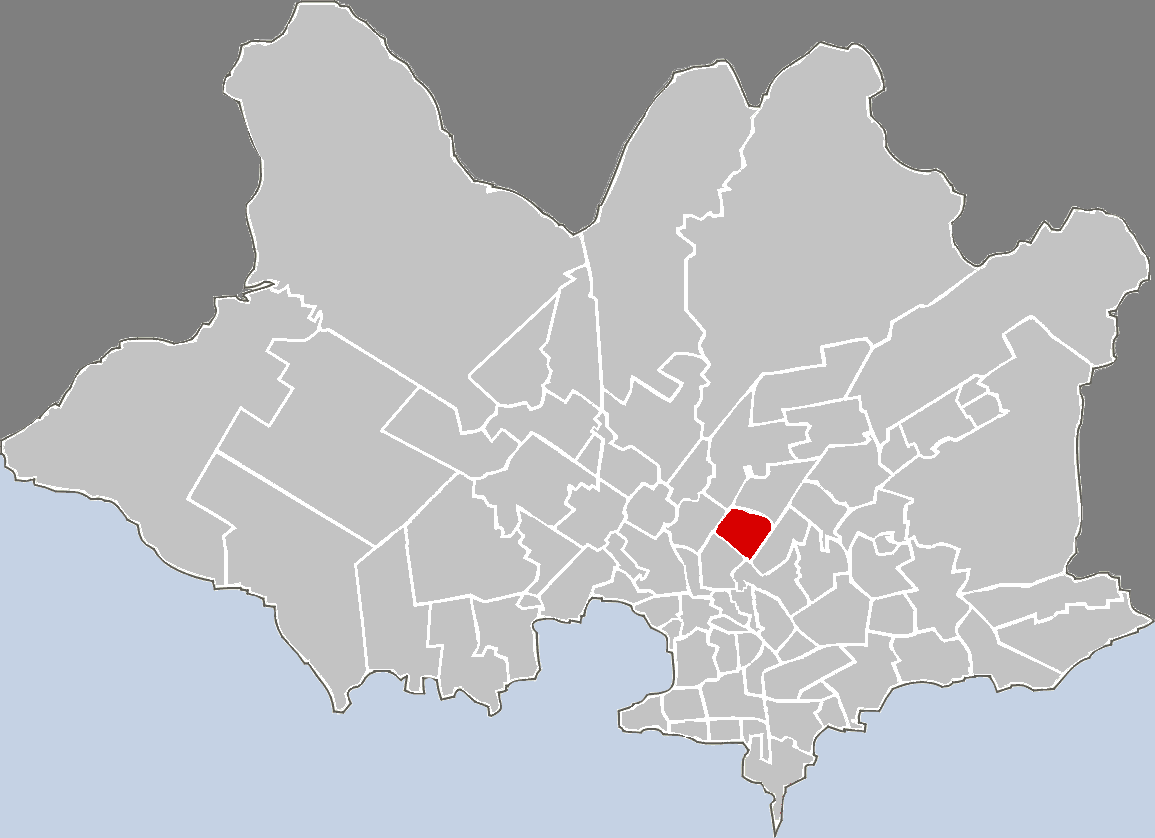
Lage von Cerrito de la Victoria in Montevideo

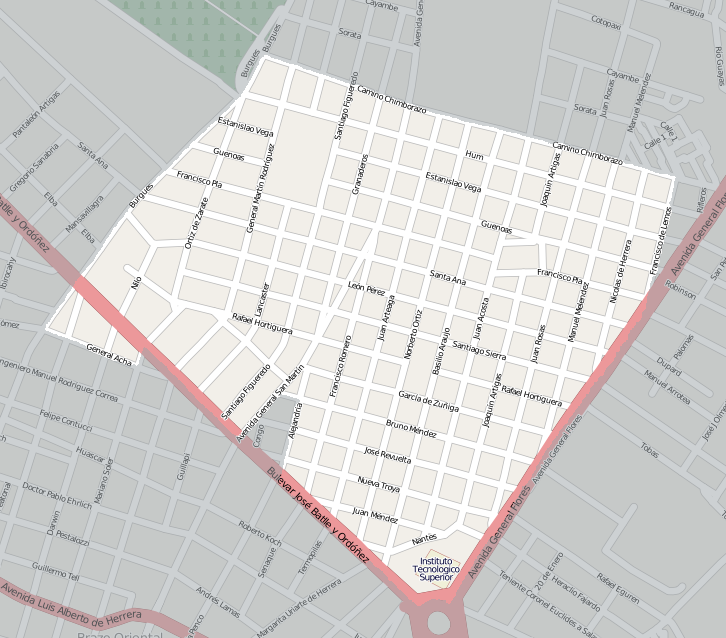
Plan von Cerrito de la Victoria

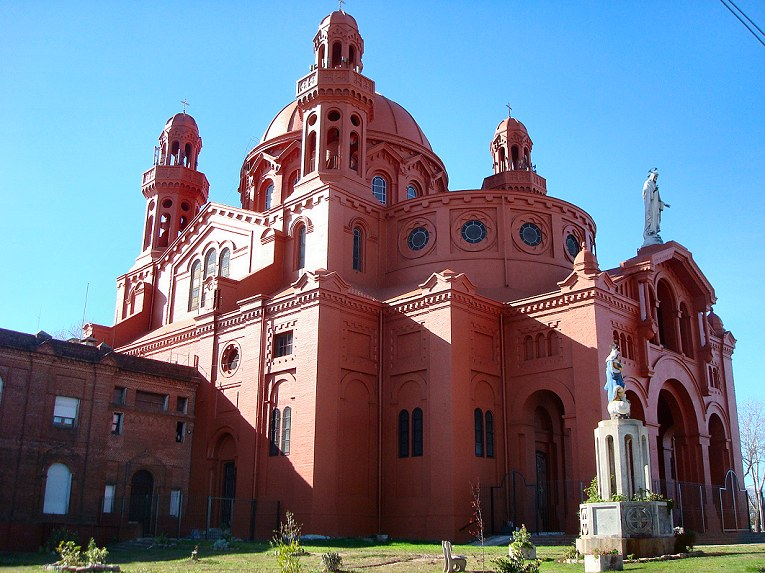
Santuario Nacional del Cerrito de la Victoria

Cerrito de la Victoria ist ein Stadtviertel (Barrio) der uruguayischen Hauptstadt Montevideo.

## Lage
Es befindet sich im zentralen Norden der Stadt, östlich des Arroyo Miguelete. Umgeben wird das Viertel von den Barrios Aires Puros (Westen), Casavalle (Norden), Las Acacias (Norden), Pérez Castellanos/Castro Castellanos (Osten), Mercado Modelo y Bolívar (Süden) und Brazo Oriental (Südwesten). Das Gebiet von Cerrito de la Victoria ist dem Municipio D zugeordnet.

## Geschichte
Ob der guten Aussicht über die Umgebung, die er im Stadtviertel befindliche kleine 72 Meter hohe Hügel bot, kam diesem somit während der Belagerungen Montevidos (1811, 1812–1814 und 1843–1851) Bedeutung zu. Der Name des Barrios ist auf den Revolutionssieg gegen die spanischen Truppen im Jahre 1812 zurückzuführen.

## Infrastruktur

### Bedeutende Architektur
Auf dem Gipfel dieser Erhebung befindet sich mit der Santuario Nacional del Cerrito de la Victoria genannten Kirche eines der größten sakralen Bauwerke der Stadt.

### Sport und Freizeit
Der Fußballverein Cerrito ist in diesem Stadtteil beheimatet.

### Verkehr
Die wichtigsten Verkehrswege des Viertels sind der Bulevar José Batlle y Ordóñez und die Avenidas General Flores und Burgues. Cerrito de la Victoria ist durch folgende montevideanische Buslinien verkehrsinfrastrukturell erschlossen: 2, 144, 145, 155, 156, 158, 174, 195, 306, 328, 329, 456, 538 und interdepartamental über die Av. Gral. Flores.